# کونژاکوفسکی کامن
کونژاکوفسکی کامن (روسی: Конжаковский Камень) یک کوه در استان سوردلوفسک کشور روسیه است.